# Stigmella skulei
Stigmella skulei là một loài bướm đêm thuộc họ Nepticulidae. Nó được miêu tả bởi Puplesis và Diškus năm 2003. Loài này có ở miền bắc region of Oman.